# Fred Scobey
Fred James Scobey (* 28. Juni 1924 in Los Angeles; † 5. Juni 2014) war ein US-amerikanischer Filmtechniker, der bei den Oscarverleihungen 1973, 1976 und 1979 mit dem Oscar für technische Verdienste (Technical Achievement Award) ausgezeichnet wurde.

## Leben
Seine Eltern waren Lee George Scobey († 1964) und Minnie Mae Cleary († 1987). Fred Scobey wuchs in Inglewood auf und besuchte die Washington High School. Noch als Schüler schloss er sich 1941 im Zuge des Zweiten Weltkriegs der United States Navy an. Dort diente er als Funker auf einem Seefernaufklärer, der an der Westküste Nord- und Südamerikas U-Boote jagte, und stieg bis zum Chief Petty Officer auf. 1944 heiratete er Doris Dolores Downs (1926–2007).
Nach Kriegsende arbeitete Scobey als Reinigungskraft in den Paramount Studios und den Lookout Mountain Laboratories im Laurel Canyon (1947). Er besuchte Abendkurse der University of Southern California und erlangte so einen Ingenieursabschluss.
Schließlich bekam Scobey eine Stelle bei dem Filmlabor Deluxe General, einem späteren Tochterunternehmen von 20th Century Fox, in Hollywood. 1949 zog er nach Los Angeles, wo er mit seiner Familie zunächst im Stadtteil Van Nuys lebte und ab 1956 in Canoga Park. Ab 1963 arbeitete er sieben Jahre lang an der Auflösung eines New Yorker Filmlabors und dessen Rücküberführung an den Hollywood-Standort von Deluxe. Während dieser Zeit wohnte er in New Jersey und siedelte anschließend ebenfalls nach Hollywood um.
Scobey forschte auf dem Gebiet der Filmtechnik, referierte über seine Erkenntnisse auf Konferenzen der Filmwirtschaft und veröffentlichte sie unter anderem im Journal der Society of Motion Picture and Television Engineers (SMPTE) und im Journal der BKSTS. Er reichte mehrere Patente ein, oft gemeinsam mit David J. Degenkolb, der auch für Deluxe General arbeitete.
Scobey, Degenkolb und weitere Mitarbeiter wurden in den 1970er Jahren mit drei technischen Oscars ausgezeichnet. Gewürdigt wurden dabei 1973 zunächst ihre Verdienste auf dem Gebiet der computergesteuerten Durchführung und Überwachung des Filmentwicklungs- und -druckprozesses. Im Vorfeld hatte Scobey unter anderem über den Einsatz einen neuen automatischen Sensitometers publiziert. Auch andere Aspekte der Qualitätskontrolle wurden zu dieser Zeit im Labor von Deluxe automatisiert, wie die Auswertung der Ergebnisse des Densitometers per IBM-System/7-Computer.
1976 und 1979 erhielten Scobey und Mitarbeiter außerdem Oscars für die Erarbeitung von Methoden zur Rückgewinnung von Silber mittels Ionenaustausch aus dem bei der Filmentwicklung verwendeten Wasserbad.
Scobey war ein Mitglied und zwischenzeitlicher Präsident der SMPTE. Außerdem war er unter anderem Mitglied der American Society of Cinematographers und der Academy of Motion Picture Arts and Sciences (ab 1974).
1976 wurde Scobey zum Senior-Vizepräsidenten (Senior Vice President) von Deluxe General befördert. 1983 wechselte er zu dem Unternehmen Technicolor Film, einem Filmlabor mit Hauptsitz in Universal City. Dort war er ebenfalls als Senior-Vizepräsident tätig, im Bereich International Technical Operations. 1992 ging er in den Ruhestand.
1998 zog Scobey mit seiner Frau von Hollywood nach Nipomo im kalifornischen San Luis Obispo County. Sie verstarb 2007 an Krebs. Seine letzten Lebensjahre verbrachte Scobey in einer Senioreneinrichtung in Nipomo. Er starb 2014 mit 89 Jahren an Komplikationen seiner Alzheimer-Erkrankung. Er hinterließ drei erwachsene Kinder, drei Söhne waren bereits vor ihm verstorben.

## Veröffentlichungen (Auswahl)
- Manfred G. Michelson, Fred J. Scobey: A New Automatic Sensitometer In: Journal of the SMPTE.Vol. 80, Nr. 12 (1971/12), S. 968–969.
- David J. Degenkolb; Harold W. Larson; Manfred G. Michelson; Fred J. Scobey: Computerized Process and Printer Control: Part I: Color Positive Developing Control and Printer Tape Preparation. In: Journal of the SMPTE. Vol. 82, Nr. 3 (1973/03), S. 145–148.
- Manfred G. Michelson, Fred J. Scobey: Computerized Process and Printer Control Part II: Printer Control. In: Journal of the SMPTE. Vol. 82, Nr. 8 (1973/08), S. 662–665.
- M. L. Schreiber, Robert P. Ghyori, Fred J. Scobey: Present status of silver recovery in motion-picture laboratories. In: Journal of the Society of Motion Picture and Television Engineers. Vol. 74, Nr. 6 (1965/06), S. 505–513 und Vol. 81, Nr. 8 (1972/06), S. 503–606.

## Auszeichnungen
- 1973: Oscar für technische Verdienste („for the development of a computerized motion picture printer and process control system“)
- 1976: Oscar für technische Verdienste („for the development of a technique for silver recovery from photographic wash-waters by ion exchange“)
- 1979: Oscar für technische Verdienste („for the development of a Method to Recycle Motion Picture Laboratory Photographic Wash Waters by Ion Exchange“)